# Захарьин, Владимир Алексеевич
Владимир Алексеевич Захарьин (10 июня 1909, Белозерск Новгородской губернии — 4 ноября 1993, Санкт-Петербург) — советский живописец, член Санкт-Петербургского Союза художников (до 1992 года — Ленинградской организации Союза художников РСФСР).

## Биография
Владимир Алексеевич Захарьин родился 10 июня 1909 года в городе Белозерске Новгородской губернии (ныне в составе Вологодской области). Вскоре вся семья переехала в Херсон, где отец Алексей Николаевич Захарьин (1867—1921) работал мастером судоремонтных мастерских, а мать Александра Михайловна Захарьина (в девичестве Протопопова) занималась домашним хозяйством.
Владимир Захарьин окончил в Херсоне школу-семилетку, затем школу судовых механиков. Плавал машинистом-механиком на судах речного флота. В 1932—1934 проходил срочную военную службу на Краснознамённом Балтийском флоте, демобилизовался офицером запаса. В 1933 году приехал в Ленинград, работал мастером на 1-й ГЭС. В 1935 году поступил на подготовительные курсы при Всероссийской Академии художеств. В 1938 стал студентом живописного факультета Ленинградского института живописи, скульптуры и архитектуры.
После начала Великой Отечественной войны был призван в армию, служил на Балтийском флоте командиром взвода управления. Награждён медалями «За оборону Ленинграда», «За победу над Германией». После демобилизации в 1945 году вернулся к учёбе. Занимался у Александра Зайцева, Генриха Павловского, Семёна Абугова. Окончил институт в 1950 году по мастерской профессора М. И. Авилова с присвоением звания художника живописи. Дипломная работа — картина «Подпольная типография». В этом же году был принят в члены Ленинградского Союза Советских художников.
После окончания института в 1950—1952 годах преподавал рисунок и живопись в Средней художественной школе. С 1952 года работал по договорам с Художественным фондом. Участвовал в выставках с 1950 года, экспонируя свои работы вместе с произведениями ведущих мастеров изобразительного искусства Ленинграда. Писал портреты, жанровые композиции, пейзажи, натюрморты. Среди произведений, созданных Захарьиным, картины «Любимец команды» (1957), «Натюрморт с яблоками» (1972), «На берегу Волхова» (1974), «Портрет Героя Социалистического труда кузнеца Е. В. Бурлакова» (1976), «Весенний день», «Портрет скульптора Н. В. Михайлова» (обе 1980), «В госпитале», «Снайпер Дьяченко» (обе 1985) и другие.
На рубеже 80-х и 90-х годов работы Владимира Захарьина в составе экспозиций произведений ленинградских художников были представлены европейским зрителям на целом ряде зарубежных выставок.
Скончался 4 ноября 1993 года в Санкт-Петербурге на 85-м году жизни. 
Произведения В. А. Захарьина находятся в музеях и частных собраниях в России, Японии, Франции и других странах.

## Выставки
- 1957 год (Ленинград): 1917—1957. Выставка произведений ленинградских художников.
- 1973 год (Ленинград): Натюрморт. Выставка произведений ленинградских художников.
- 1976 год (Ленинград): Портрет современника. Пятая выставка произведений ленинградских художников.
- 1978 год (Ленинград): Осенняя выставка произведений ленинградских художников.
- 1980 год (Ленинград): Зональная выставка произведений ленинградских художников.
- 1984 год (Ленинград): Подвигу Ленинграда посвящается. Выставка произведений ленинградских художников, посвящённая 40-летию полного освобождения Ленинграда от вражеской блокады.
- Декабрь 1991 года (Париж): Выставка «Русские шедевры».
- Январь 1992 года (Париж): Выставка «Санкт-Петербургская школа».
- Март 1992 года (Париж): Выставка «Санкт-Петербургская школа».
- Февраль 1993 года (Брюссель): Выставка «Русские художники».